# San Luigi Maria Grignion de Montfort
San Luigi Maria Grignon de Montfort a Primavalle ist eine Titelkirche im Vorort Torrevecchia (Quartier Primavalle) in Rom an der Montfortstraße.

## Geschichte
Sie wurde vom Architekten Francesco Romanelli in den späten 1960er-Jahren entworfen und von Kardinalvikar Angelo Dell’Acqua am 30. Juni 1970 geweiht.
Sie ist Pfarrkirche der am 24. September 1962 mit Dekret von Kardinalvikar Clemente Micara gegründeten Pfarrei und wird von den Montfortanern betreut. Am 28. Juni 1991 wurde sie durch Papst Johannes Paul II. zur Titelkirche erhoben.

## Liste der Kardinalpriester
- Robert Coffy, Erzbischof von Marseille, 28. Juni 1991 – 15. Juli 1995
- Serafím Fernandes de Araújo, Erzbischof von Belo Horizonte, 25. Februar 1998 – 8. Oktober 2019
- Felipe Arizmendi Esquivel, emeritierter Bischof von San Cristóbal de Las Casas, seit 28. November 2020